# In Your Own Sweet Way
In Your Own Sweet Way est un standard de jazz composé par Dave Brubeck. Celui-ci a écrit cette composition vers 1952 mais l’avis de droits d’auteur date de 1955.